# 陳琬惠
陳琬惠（1974年9月11日—），中華民國政治人物，台灣民眾黨籍，現任台灣民眾黨宜蘭縣黨部主任委員，曾任立法委員、台灣民眾黨立法院黨團主任、婦女救援基金會執行長、台灣公益團體自律聯盟祕書長等職。

## 政治經歷

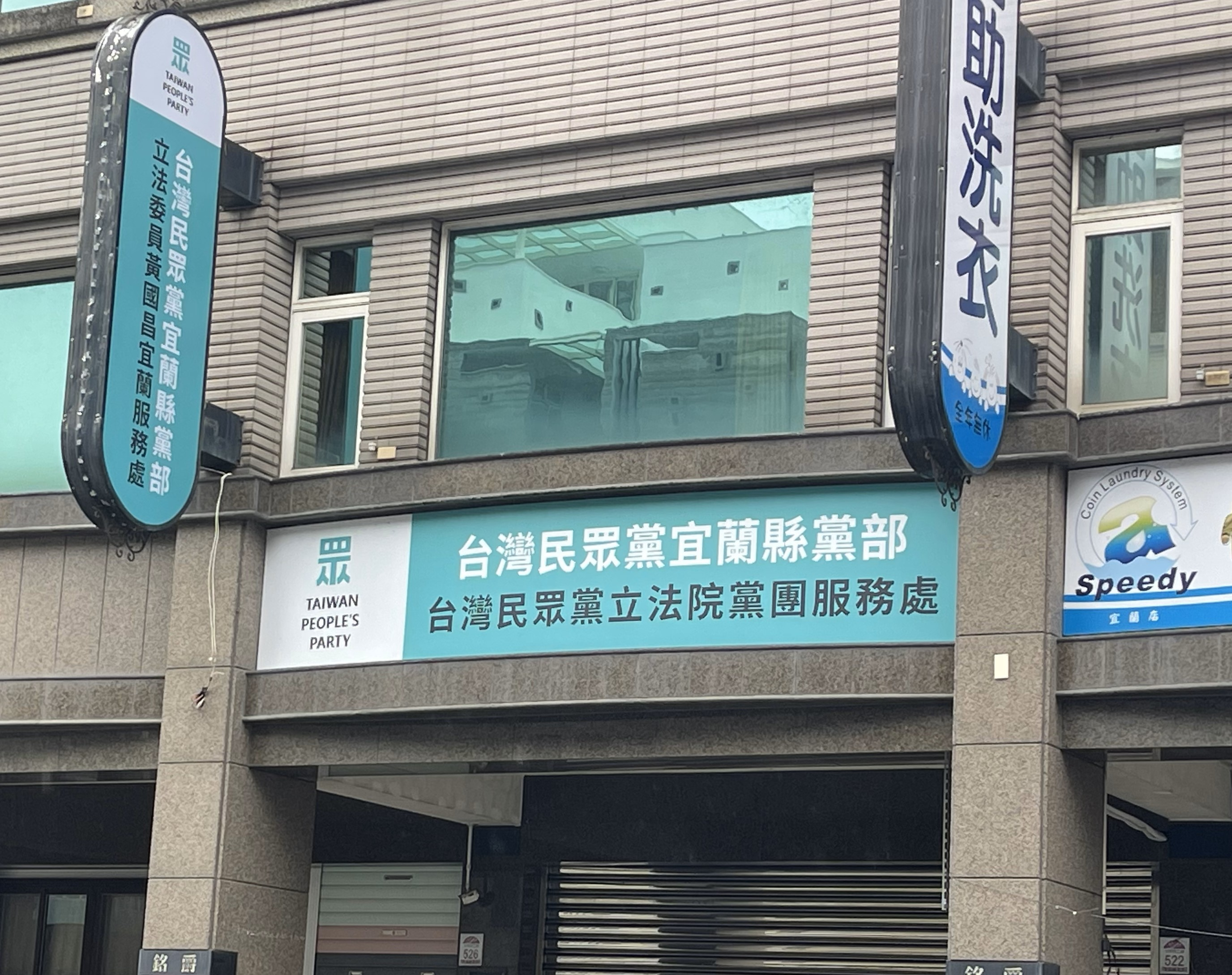
台灣民眾黨宜蘭縣黨部

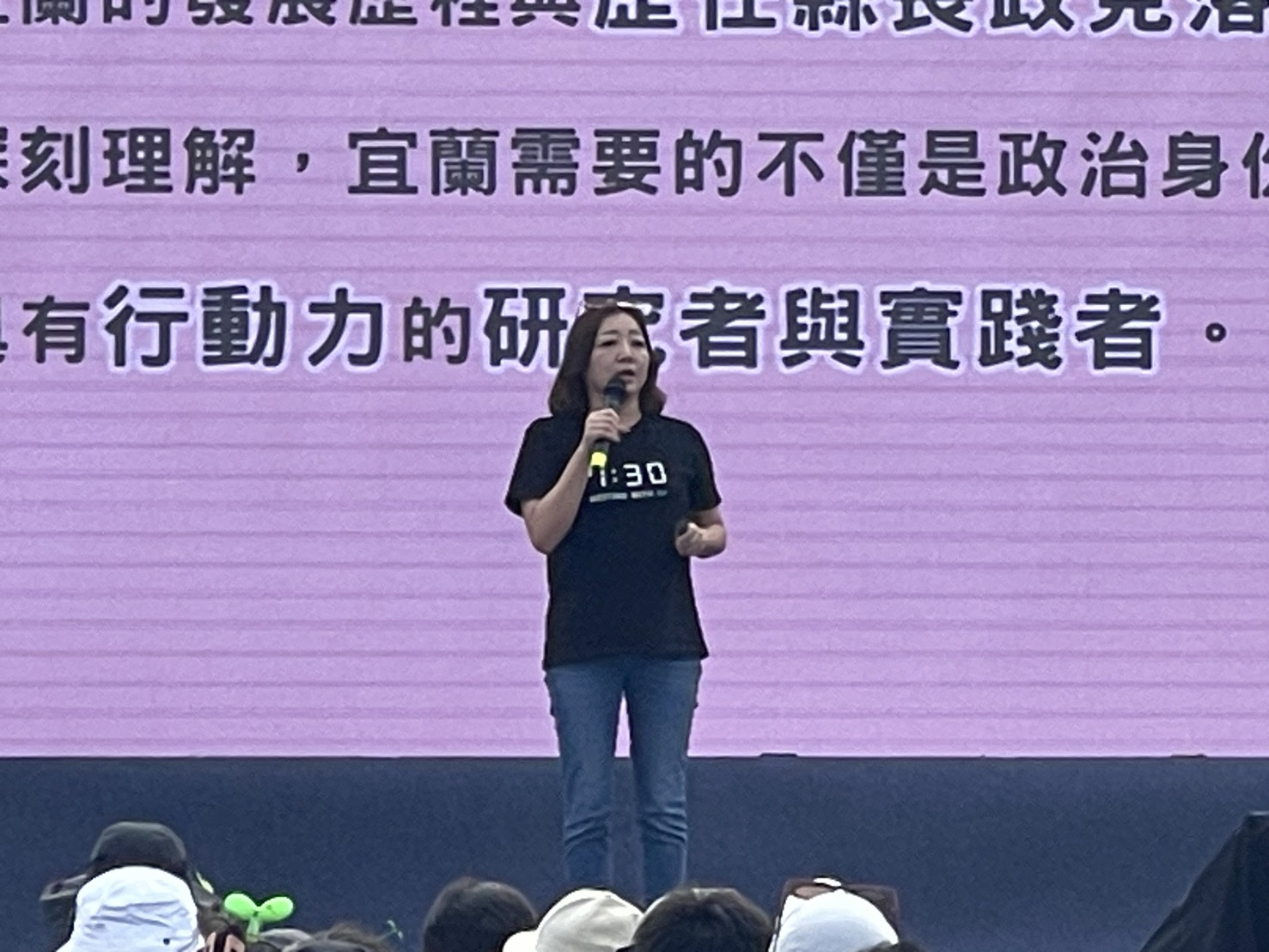
人民要當家宜蘭場上台演講

2019年加入台灣民眾黨，被提名為2020年立法委員選舉該黨全國不分區名單第9名候選人，但並未當選。
2020年起擔任民眾黨立法院黨團主任，2022年參選宜蘭縣縣長，但不敵競選連任的縣長林姿妙落敗；然而同黨立委高虹安因當選新竹市市長辭去不分區立委，由陳琬惠遞補立委職務。2024年1月，轉戰宜蘭縣選舉區立委但未能當選，同年三月接任民眾黨宜蘭縣黨部主任委員。

## 選舉紀錄
| 年度 | 選舉屆數               | 選舉區                                 | 所屬政黨   | 得票數    | 得票率 | 當選標記 | 備註     |
| ---- | ---------------------- | -------------------------------------- | ---------- | --------- | ------ | -------- | -------- |
| 2020 | 第十屆立法委員選舉     | 全國不分區及僑居國外國民立法委員選舉區 | 臺灣民眾黨 | 1,588,806 | 11.22% |          | 遞補當選 |
| 2022 | 第十九屆宜蘭縣縣長選舉 | 宜蘭縣                                 | 臺灣民眾黨 | 16,412    | 6.98%  |          |          |
| 2024 | 第十一屆立法委員選舉   | 宜蘭縣選舉區                           | 臺灣民眾黨 | 53,499    | 20.94% |          |          |

## 外部連結
- 立法院-陳琬惠委員
- 陳琬惠的Facebook專頁
- YouTube上的陳琬惠頻道